# Novi Grad

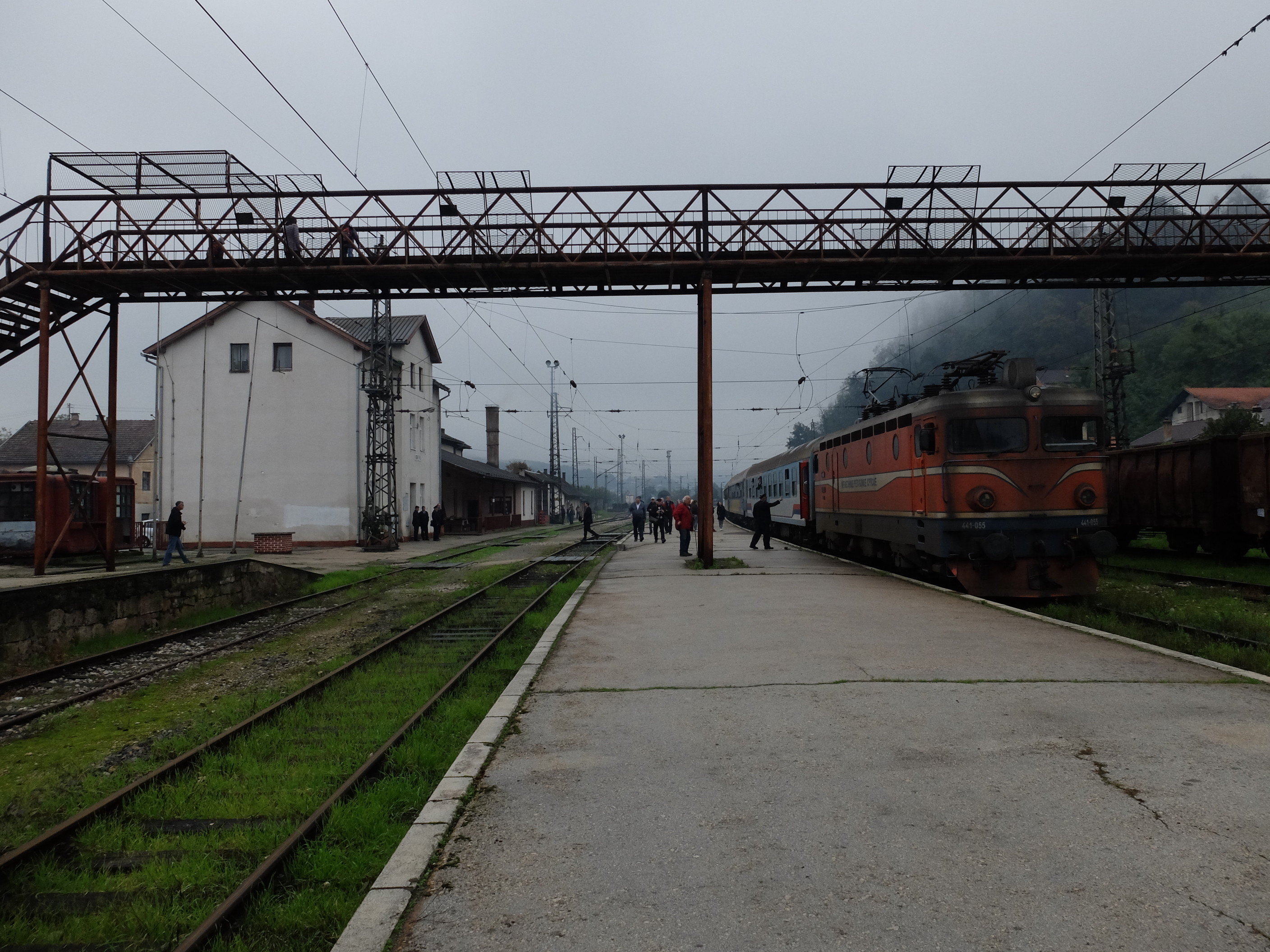
Vlakové nádraží

Novi Grad (v srbské cyrilici Нови Град) je město v Bosně a Hercegovině, administrativně spadající pod Republiku srbskou. V roce 2013 zde podle posledního bosenského sčítání lidu žilo 11 063 obyvatel.
Město se rozkládá na hranici s Chorvatskem, na soutoku řek Sany a Uny, v regionu Bosenské krajiny, v průměrné nadmořské výšce 122 m n. m.

## Obyvatelstvo
Dle sčítání lidu z roku 2013 žilo v samotném městě Novi Grad 11 063 obyvatel, z nichž 6 835 (67,54 %) bylo srbské národnosti a 2 901 (28,67 %) se deklarovalo jako Bosňáci. Několik set lidí se dále přihlásilo k dalším národnostem a etnickým skupinám. 

## Historie
Město se rozvinulo na křižovatce středověkých obchodních cest z Panonské nížiny do oblastí dinárských Alp. Poprvé je připomínáno roku 1280.
V roce 1872 byla do města Novi Grad jako do jednoho z prvních v Bosně zavedena železnice. trať z Chorvatska zde stojí a je v provozu i dnes. Na přelomu 19. a 20. století umožnila průmyslový rozvoj města. Proto zde byl také později rozšířen dřevozpracující a textilní průmysl. Stála zde také textilní továrna Sana, která byla postavena v roce 1937 a později po druhé světové válce znárodněna a rozšířena do podoby rozsáhlého státního podniku. Po válce v Bosně a Hercegovině však došlo v souvislosti s divokou privatizací k útlumu průmyslové výroby. V dobách existence socialistické Jugoslávie bylo město známé pod názvem Bosanski Novi, ten byl však po skončení konfliktu změněn na současný Novi Grad. Místní obyvatelstvo v současné době používá oba názvy. 

## Kultura
V centru města stojí budova regionálního muzea (srbsky Zavičajni muzej), která přiléhá k budově radnice. Město má také svojí knihovnu.
Mezi kulturní památky na území samotného města Novi Grad patří budova místní radnice, která vznikla s prvky pseudomaurského stylu během rakousko-uherské okupace Bosny a Hercegoviny a budova místní galerie. Ve městě stojí chrám Svatého Sávy, opuštěný římskokatolický kostel a městská mešita.